# Assemblea del Turkmenistan
L'Assemblea (turcman: Mejlis) és, des de gener de 2023, la legislatura unicameral del Turkmenistan. Entre març de 2021 i 21 de gener de 2023 va ser la cambra baixa del Consell Nacional de Turkmenistan. Té 125 membres, elegits per a mandats de cinc anys en circumscripcions unipersonals.

## Estructura
A més del ponent (president) i el vicepresident, el Mejlis està organitzat en comissions, que es decideixen a l'inici de cada convocatòria. El ponent, el vicepresident i els presidents de les comissions formen un presidi, que s'encarrega d'organitzar el treball del Mejlis.

## Llista de presidents
- Sahat Muradow (18 de novembre de 1990 - 7 de maig de 2001)
- Raşit Meredow (7 de maig de 2001 - 7 de juliol de 2001)
- Rejepbaý Arazow (7 de juliol de 2001 - 13 de març de 2002)
- Tagandurdy Hallyýew (13 de març de 2002 - 12 de novembre de 2002)
- Öwezgeldi Ataýew (12 de novembre de 2002 - 22 de desembre de 2006)
- Akja Nurberdiýewa (22 de desembre de 2006 - 30 de març de 2018)
- Gülşat Mämmedowa (30 de març de 2018 - 6 d'abril de 2023)
- Dünýägözel Gulmanowa (6 d'abril de 2023 - )